# Nummus
Nummus (plural nummi, egentligen helt enkelt mynt på latin) är en beteckning för räknemynt under republiken och äldre kejsartiden, senare motsvarande en Sestertie.
Begreppet nummus efter inflationen på 200-talet e. Kr. är omtvistat. På bysantinska kopparmynt från omkring 500 till mitten av 800-talet angavs genom siffror hur många nummus som gick på detsamma.